# Tenietlopende gewelfrib
Van een tenietlopende gewelfrib is er sprake wanneer een gewelfrib zonder tussenvormen rechtstreeks overgaat in een pijler, zuil, pilaster of muur. Het kapiteel dat in de romaanse en gotische architectuur toegepast werd om het gewicht van de gewelfribben over te dragen aan de pijler of muur, ontbreekt bij een tenietlopende gewelfrib volledig. 
In late gotiek is het kapiteel niet meer zo in de mode. Men heeft door de tijd heen van alles uitgeprobeerd, waaronder dat het kapiteel soms helemaal verdwijnt.